# Gregorio (patriarca Chiesa d'Oriente)
Gregorio (Perat-Maishan, ... – Seleucia-Ctesifonte, 609) è stato un vescovo cristiano orientale siro, metropolita di Seleucia-Ctesifonte e patriarca della Chiesa d'Oriente dal 605 al 609.

## Biografia
Gregorio, secondo il Chronicon ecclesiasticum di Barebreo, era originario di Perat di Maishan, l'odierna Bassora, e fu alunno di Isaia, il mpachqana, ossia il primo interprete della Bibbia nella scuola teologica fondata a Seleucia-Ctesifonte dal patriarca Mar Aba I; lo stesso Gregorio insegnava nella scuola della capitale persiana. La Cronaca di Seert insiste sulla sua "bella prestanza" e sulla sua "grande bontà". Dopo la morte di Sabrisho I a Nisibi in agosto o settembre 604, non fu possibile eleggere subito un successore, perché il re Cosroe II era impegnato nella guerra contro i Bizantini. Solo dopo la presa di Dara, il re persiano fu libero di imporre il proprio candidato, che sembra fosse Gregorio di Kaskar, metropolita di Nisibi.
Con queste direttive, nel mese di aprile del 605 si riunì nella capitale Seleucia-Ctesifonte un concilio della Chiesa persiana per l'elezione del successore di Sabrisho I. Gregorio di Kaskar tuttavia era inviso ai sostenitori della Chiesa giacobita (monofisita), che in quel periodo stava prendendo piede proprio nella città di Nisibi; tra questi vi era la moglie di Cosroe II, Sirin, cristiana giacobita, che attraverso abili manovre e grazie alla omonimia dei candidati, riuscì ad imporre al concilio il nome del teologo Gregorio di Perat, che fu eletto nuovo patriarca dei Cristiani persiani. Malgrado fosse stato raggirato, Cosroe II accettò la nomina di Gregorio di Perat, perché, secondo quanto riferisce la Cronaca di Seert, "fu colpito della bellezza del suo volto".
Per combattere l'avanzata del giacobitismo monofisita, il nuovo patriarca, nel concilio che lo elesse, rinnovò l'obbligatorietà della teologia di Teodoro di Mopsuestia e colpì con l'anatema i monaci e i vescovi che sostenevano o parteggiavano per la Chiesa monofisita.
Gregorio si mostrò ben presto indegno dell'incarico ricevuto, soprattutto per la sua corruzione e l'avarizia. Morì nel quarto anno del suo pontificato, e cioè tra agosto/settembre 608 e aprile 609. Alla sua morte, Cosroe II impedì l'elezione di un nuovo patriarca, la cui sede rimase vacante fino alla morte del re nel 628. Solo allora poté essere eletto un successore, nella persona di Ishoʿyahb II.